# Imbleville
Imbleville – miejscowość i gmina we Francji, w regionie Normandia, w departamencie Sekwana Nadmorska.
Według danych na rok 1990 gminę zamieszkiwało 257 osób, a gęstość zaludnienia wynosiła 49 osób/km² (wśród 1421 gmin Górnej Normandii Imbleville plasuje się na 650. miejscu pod względem liczby ludności, natomiast pod względem powierzchni na miejscu 669.).